# Landolfo IV di Benevento
Landolfo IV di Benevento (955 circa – Capo Colonna, 13 luglio 982) è stato un principe longobardo che governò, in co-reggenza con il padre Pandolfo Testadiferro, i principati di Benevento e Capua (come Landolfo VI) dal 968 e di Salerno pure in co-reggenza con il padre dal 977 o 978.

## Biografia
Nel 968, la morte dello zio Landolfo III fu l'occasione per la sua ascesa, Testadiferro estromise il nipote e  figlio di  Landolfo II, Pandolfo, e associò al governo il suo proprio figlio. 
Nel 969, Pandolfo Testadiferro fu catturato nella Battaglia di Bovino. Lo strategos di Bari, Eugenius, catturò Avellino e assediò Capua e poi Benevento.  
La madre di Landolfo, Aloara e Landolfo I Arcivescovo di Benevento, governarono in suo nome per difendere la città dai Bizantini. 
Nel 977, dopo il rilascio di Testadiferro, egli si unì al padre in una spedizione in difesa di Montecassino contro le depredazioni del conte Bernardo d'Alife. 
Alla morte di Pandolfo Testadiferro, nel marzo 981, il grande principato longobardo fu diviso: Landolfo, il figlio maggiore, ricevette Capua, Benevento e Spoleto, mentre Pandolfo, il secondo figlio, ricevette Salerno.
Ma l'imperatore Ottone II, che all'epoca si trovava nel  Mezzogiorno per combattere i Saraceni, tolse a Landolfo il Ducato di Spoleto e lo diede a Trasimondo, duca di Camerino e conte di Penne. 
Poco tempo dopo Landolfo fu inoltre costretto a riconoscere al suo deprivato fratello, il sopramenzionato Pandolfo, il titolo di principe di Benevento, forse in posizione subordinata; finì così l'unione di Capua e Benevento, iniziata nell'899. 
Da allora Landolfo fu il solo principe di Capua, e in questa veste appoggiò le riforme cluniacensi e fondò la chiesa di Santa Croce a Caiazzo.
Raggiunse il suo deposto fratello Pandolfo in Calabria dove combatterono i Saraceni con Ottone; entrambi morirono nella battaglia della Colonna (presso Columna Reggina o Stylis). 
Gli successe il fratello più giovane Landenolfo, sotto la reggenza di Aloara.